# Gastrorchis lutea
Gastrorchis lutea är en orkidéart som först beskrevs av Eugène Ursch, Toill.-gen. och Jean Marie Bosser, och fick sitt nu gällande namn av Karlheinz Senghas. Gastrorchis lutea ingår i släktet Gastrorchis och familjen orkidéer. Inga underarter finns listade i Catalogue of Life.

## Bildgalleri

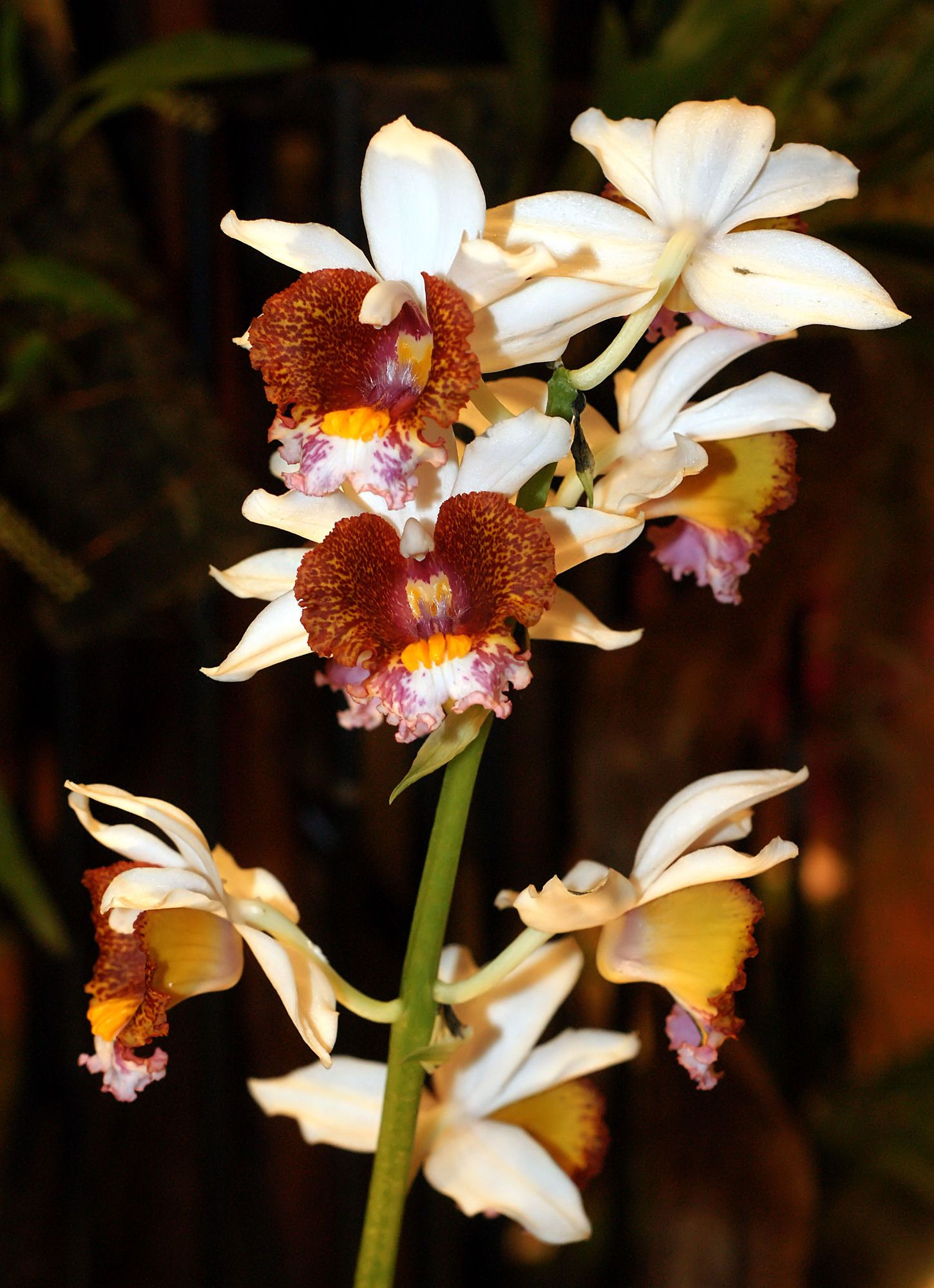